# Edifici al carrer del Mar, 6 (la Pobla de Montornès)
L'Edifici al carrer del Mar, 6 és una obra de la Pobla de Montornès (Tarragonès) protegida com a Bé Cultural d'Interès Local.

## Descripció
L'edifici forma part del nucli històric de la població, i està inclòs en el conjunt BCIL núm. 6 de l'Església i el carrer de les Flors.
Consta de planta baixa i dos pisos.
A l'interior es troben sostres de volta, tres arcades medievals, un celler i una cisterna datada del segle XV.